# Prê
Santos Pretestato Fernandes, mais conhecido como Prê (Criciúma, 22 de dezembro de 1960), é um ex-futebolista brasileiro que atuava como goleiro. 
Iniciou sua carreira no Próspera de sua cidade natal aonde profissionalizou-se e atuou até 1985. No ano seguinte, foi atuar na capital defendendo o Avaí, aonde foi o goleiro reserva de Osvaldo no Nacional de 1986 (Torneio Paralelo) e posteriormente de Fossati, em 1987, 1988 e 1989. Sua última partida pelo Avaí foi em 25 de junho de 1989 pelo estadual daquele ano. Em 32 partidas pelo Avaí, foram 19 vitórias, 12 derrotas e 11 empates.
Atualmente mora e atua como treinador de goleiros no interior do Rio Grande do Sul.

## Títulos
Avaí
- Campeão Catarinense - 1988